# Otto Stiel
Otto Stiel war ein im 17. Jahrhundert lebender Kapitän der kurländischen Flotte. Von 1655 bis 1659 und erneut von 1660 bis 1661 war er als Kommandant der Forts und Gouverneur der Kolonien von Kurland in Gambia tätig. 

## Leben
1655 (oder laut anderen Quellen 1654) ersetzte er Heinrich Fock auf dem Posten des kurländischen Gouverneurs in Gambia. Im Jahre 1659, als sich der kurländische Herzog Jakob Kettler in schwedischer Gefangenschaft befand und die Niederländische Westindien-Kompanie das Eigentum Kurlands in Gambia an sich zu reißen bezweckte, weigerte sich Otto Stiel das Fort auf James Island der Amsterdamer Abteilung dieser Kompanie zu übergeben. Die Holländer bestachen jedoch die Fortsbesatzung und übernahmen so die Insel. Otto Stiel selbst wurde es erlaubt, frei nach Kurland zurückzukehren. Schon am Anfang des Jahres 1660 geriet die Insel jedoch in die Hände von Piraten im Dienste Schwedens, die sie an dieselbe Westindien-Kompanie zurückverkauften, diesmal aber an die Abteilung in Groningen. Die Groningener Händler – wahrscheinlich weil sie die frühere Situation nicht kannten – weigerten sich die Transaktion anzuerkennen und betrachteten die Insel immer noch als Eigentum des kurländischen Herzogs. Otto Stiel, der inzwischen schon Holland erreicht hatte, kehrte sofort an den Gambia-Fluss zurück. Die Holländer, die die Insel später zurückzuerobern versuchten, stießen auf einen militärischen Widerstand der Einheimischen, die mit den Kurländern in guten Beziehungen waren. So gelang es Otto Stiel auf seinem Posten zu bleiben.
Seine Aufsicht über die kurländischen Kolonien dauerte jedoch nicht lange, denn am 19. März 1661 wurden die Kolonien nach einigen Tagen Belagerung von den Briten unter Anführung von Robert Holmes übernommen.